# Sologesang
Solo, Solostimme oder Sologesang ist eine Passage in der Musik, bei der eine Einzelstimme mit oder ohne instrumenteller Begleitung hervortritt.

Zu Passagen mit Soloinstrumenten siehe Solo (Musik).
Als Sologesang werden ferner jene Studienzweige des Gesangsstudiums an einer Kunstakademie oder einem Konservatorium bezeichnet, in der die Studierenden zum Solisten ausgebildet werden – insbesondere im Opernfach, während für die Pop- und Jazzsänger im Regelfall der Studienzweig Jazzgesang vorgesehen ist.
Die Singstimmen werden in die klassischen Disziplinen Sopran, Mezzosopran, Alt, Tenor, Bariton und Bass unterteilt, wobei deren Charakter und Stimmerzeugung in den Studien berücksichtigt wird.
Siehe auch:
- Musikalität, absolutes Gehör, Vokalmusik
- Solo, Duett, Trio, Chorgesang
- Solokonzert, Solist, Begleitung (Musik)